# Haworthia angustifolia var. altissima
'Haworthia angustifolia var. altissima, és una varietat de Haworthia angustifolia del gènere Haworthia de la subfamília de les asfodelòidies.

## Descripció
Haworthia angustifolia var. altissima és una planta suculenta perennifòlia que es caracteritza per cobrir un element més alt i distintiu, amb fulles esveltes més verticals, i pot arribar a fer entre 1,5 a 2 cm alçada.

## Distribució i hàbitat
Aquesta varietat creix a la província sud-africana del Cap Oriental, on concretament es troba al nord-oest de Grahamstown, al voltant de Riebeek East i Alicedale. a una a una altitud de 600 metres.

## Taxonomia
Haworthia angustifolia var. altissima va ser descrita per M.B.Bayer i publicat a Haworthia Revisited: 26, a l'any 1999.
El nom Haworthia: és en honor del botànic britànic Adrian Hardy Haworth (1767-1833) i l'epítet llatí angustifolia significa «amb fulla estreta». i la varietat altissima: epítet llatí que significa el mateix que en català.